# Jonaswalde

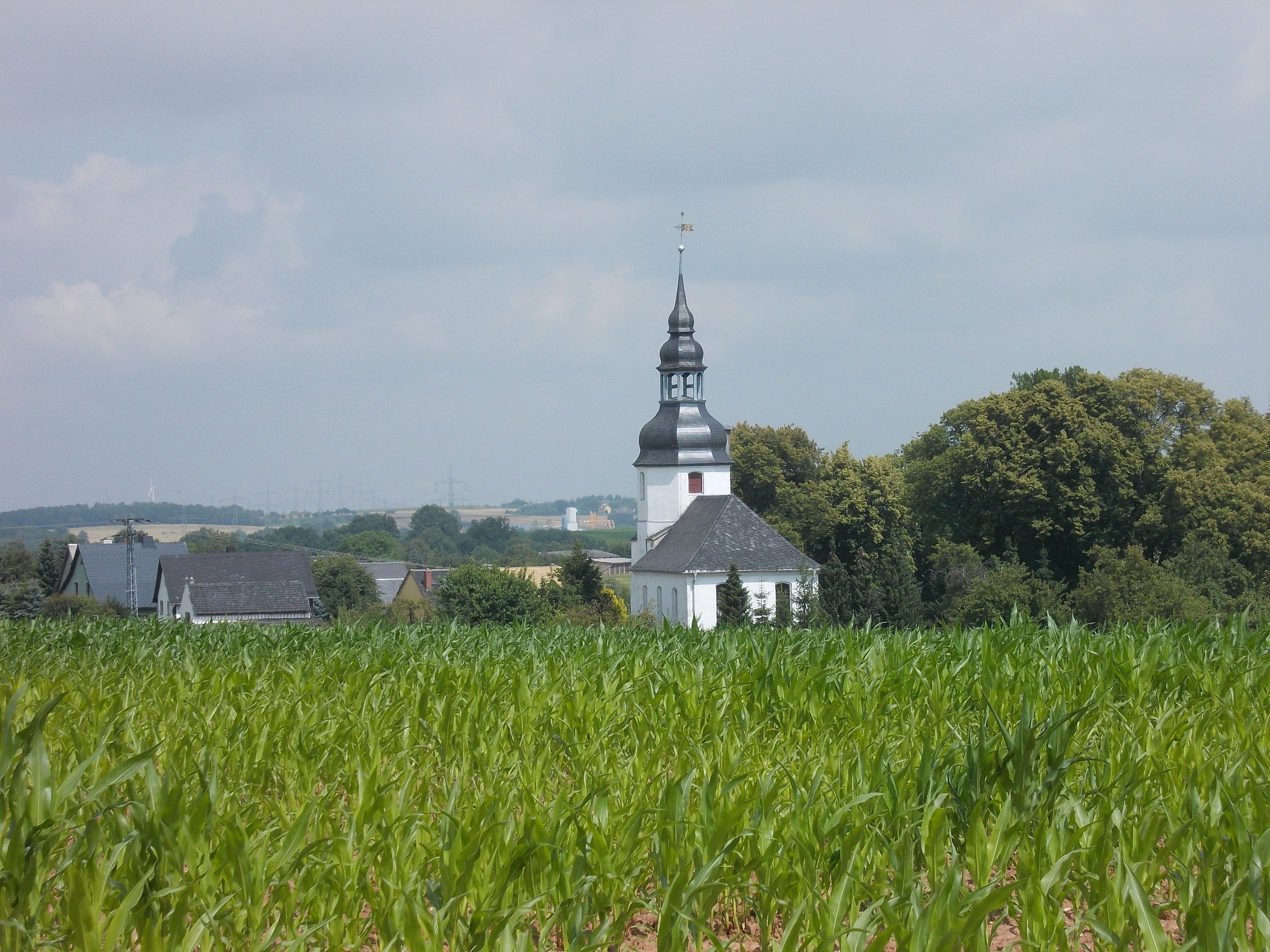
Dorpskerk van Jonaswalde

Jonaswalde is een gemeente in de Duitse deelstaat Thüringen, en maakt deel uit van de Landkreis Altenburger Land.
Jonaswalde telt 318 inwoners.